# Lift: un robo de primera clase
Lift: un robo de primera clase (título original en inglés: Lift) es una película estadounidense de comedia y atracos dirigida por F. Gary Gray y escrita por Daniel Kunka. La película está protagonizada por Kevin Hart (quien también ejerció como productor), Gugu Mbatha-Raw, Vincent D'Onofrio, Úrsula Corberó, Billy Magnussen, Jacob Batalon, Jean Reno y Sam Worthington.
Se estrenó en Netflix el 12 de enero de 2024.

## Trama
Cyrus, un reconocido ladrón internacional, lidera un equipo de atracos que consta de Denton, la piloto Camila, el hacker Mi-Sun, el ladrón de cajas fuertes Magnus y el ingeniero Luke. Ellos emprenden dos robos simultáneos: roban un cuadro de Van Gogh en Londres y organizan el secuestro falso del reconocido artista de NFT N8 en Venecia. El equipo organizó un secuestro para N8 y Cyrus señala que los cuadros famosos aumentan rápidamente de valor después de ser robados y dice que su equipo robó el cuadro de Van Gogh y lo vendió en el mercado negro por 20 millones de dólares para comprar el NFT de N8. Después de ser "secuestrado", el NFT de N8 se disparó en valor a 89 millones de dólares. N8 decide celebrar con el equipo después de que le prometieron una parte del dinero.
La agente de la Interpol Abby Gladwell, una antigua amante de Cyrus, descubre pruebas que implican a Denton en el robo y lo arresta. En lugar de presentar cargos contra la tripulación, el superior de Abby, el comandante Huxley, aprovecha su situación legal para obligarlos a ayudar a capturar al multimillonario Lars Jorgenson, que pretende ganar más dinero trabajando con el grupo de piratas informáticos Leviathan para organizar una inundación masiva en Europa, lo que le permitirá obtener miles de millones en ganancias mediante la manipulación de acciones. Como Leviathan exige el pago en lingotes de oro imposibles de rastrear, Jorgenson ha organizado que se saque un envío de oro de su bóveda en Londres y se envíe al banco de Leviathan en Zúrich a través de un avión comercial. Como parte del trato para que Cyrus y todos sus miembros tengan antecedentes limpios, Cyrus insiste en que Abby se una al equipo para proporcionar cierta cobertura a la Interpol.
La tripulación decide que solo podrán robar el oro mientras el avión esté en el aire. Para ello, consiguen un jet privado de un rico coleccionista de arte privado llamado Molsen que Camila volará directamente debajo del avión, lo que permitirá a Mi-Sun cambiar las señales del radar para que parezca que el avión sigue en curso mientras la tripulación lo desvía a un aeródromo privado. A cambio de prestarle su jet privado, Cyrus le promete a Molsen que convencerá a N8 para que le haga un arte NFT especial. Después de que Magnus abra la caja fuerte y los secuaces de Jorgenson queden incapacitados, la tripulación extraerá el oro a través del jet.
Su sincronización se complica cuando Jorgenson ejecuta a un topo en su organización y adelanta la fecha de entrega. Sin embargo, la tripulación está lista a tiempo. Después de desviar con éxito el avión, los secuaces de Jorgenson intentan un secuestro, lo que resulta en una pelea a bordo del avión. Magnus, Abby, Cyrus y Camila son capturados. Magnus escapa en tierra, mientras que los tres restantes son llevados a bordo del avión con el oro, rumbo a la finca de Jorgenson en Toscana.
Desesperado por que el oro no llegue a Jorgenson, Huxley ordena que el avión sea derribado por el OTAN. Harry, el contacto de la tripulación en el control de tráfico aéreo, trabaja con Camila para hacer llegar un mensaje a los pilotos de que hay rehenes a bordo, lo que los obliga a bajar. Otra pelea entre la tripulación y los secuaces de Jorgenson da como resultado que el avión se estrelle en los terrenos de la villa de Jorgenson.
Abby, Cyrus y Camila son capturados a punta de pistola por Jorgenson, quien también ejecuta al representante de Leviathan después de que deciden cancelar el trato. Los Carabineros y Huxley llegan, y Cyrus usa cámaras montadas en el avión para mostrarles una grabación de Jorgenson asesinando al representante. Jorgenson es arrestado, mientras que Abby golpea a Huxley al enterarse de que autorizó el derribo de la OTAN. Ella renuncia a la Interpol y se une a Cyrus.
Semanas después, Cyrus le revela a Abby que la tripulación robó el cargamento de oro durante el atraco al avión y reemplazó el cargamento real con barras de hierro pintadas para que parecieran de oro. Juntos, la tripulación recupera su botín de oro y celebran su éxito mientras Cyrus y Abby reavivan su relación.

## Reparto
- Kevin Hart como Cyrus, un buen ladrón y líder del equipo del atraco.[1]
- Gugu Mbatha-Raw como Abby, una agente de Interpol.[1]
- Vincent D'Onofrio como Denton, un infiltrado, maestro del disfraz y miembro de la tripulación de Cyrus.[1]
- Úrsula Corberó como Camila, piloto y miembro de la tripulación de Cyrus.[1]
- Billy Magnussen como Magnus, un ladrón de cajas fuertes y miembro de la tripulación de Cyrus.[1]
- Jacob Batalon como N8, un artista de NFT.[1]
- Jean Reno como Lars Jorgenson, un banquero y cerebro terrorista que es el objetivo del robo de la tripulación.[1]
- Sam Worthington como Huxley, el jefe de Abby en Interpol[1]
- Paul Anderson como Donal, un secuaz de Jorgenson.[2]
- Viveik Kalra como Luke, un ingeniero y miembro de la tripulación de Cyrus.[2]
- Kim Yoon-ji como Mi-Sun, una hacker y miembro del equipo de Cyrus.[2][3]
- Burn Gorman como Cormac, el principal secuaz de Jorgenson.[4]
- Jess Liaudin como Arthur Tigue, el topo de la Interpol dentro de la organización de Jorgenson.

## Producción
En marzo de 2021, Netflix adquirió el guion especulativo de Dan Kunka, Lift, con Genre Pictures de Simon Kinberg y 6th & Idaho de Matt Reeves como productores. En septiembre, F. Gary Gray fue designado para dirigir y Kevin Hart fue designado para protagonizar y producir.
La fotografía principal se llevó a cabo de febrero a mayo de 2022 en Italia e Irlanda del Norte. El rodaje tuvo lugar en marzo en los Harbour Studios de Belfast. Las escenas se rodaron en Trieste, en los terrenos del Castillo de Miramar, a finales de mayo.

## Estreno
Lift se estrenó en Netflix el 12 de enero de 2024. Originalmente estaba programado para estrenarse el 25 de agosto de 2023, sin embargo, se pospuso hasta su fecha actual, debido al impacto de la Huelga SAG-AFTRA 2023 en Estados Unidos en la promoción de la película.